# WTA Tour 1979
Die WTA Tour 1979 (offiziell: Avon Championships Circuit und Colgate Series) war der 9. Jahrgang der Damentennis-Turnierserie, die von der Women’s Tennis Association ausgetragen wird. Sie umfasste 48 Turniere.
Der Teamwettbewerb Federation Cup wird wie die Grand-Slam-Turniere nicht von der WTA, sondern von der ITF organisiert. Er wird dennoch aufgeführt, da die Spitzenspielerinnen auch dort in der Regel spielen.

## Turnierplan
| Kategorie                  |
| -------------------------- |
| Grand Slam                 |
| Tour Championships         |
| Avon Championships Circuit |
| Colgate Series             |
| Non-Tour Events            |

| Sonstige       |
| -------------- |
| Federation Cup |

### Januar
| Datum 1 | Turnier | Siegerin                           | Finalgegnerin               | Ergebnis      |
| ------- | --- | ---------------------------------- | --------------------------- | ------------- |
| 01.01.  | Avon Championships of Washington Washington, Vereinigte Staaten Avon Championships Circuit – 125.000 $ Teppich (Halle) | Tracy Austin                       | Martina Navratilova         | 6:3, 6:2      |
| 01.01.  | Avon Championships of Washington Washington, Vereinigte Staaten Avon Championships Circuit – 125.000 $ Teppich (Halle) | Mima Jaušovec Virginia Ruzici      | Sharon Walsh Renée Richards | 4:6, 6:2, 6:4 |
| 08.01.  | Avon Championships of California Oakland, Vereinigte Staaten Avon Championships Circuit – 125.000 $ Teppich (Halle)    | Martina Navratilova                | Chris Evert                 | 7:5, 7:5      |
| 08.01.  | Avon Championships of California Oakland, Vereinigte Staaten Avon Championships Circuit – 125.000 $ Teppich (Halle)    | Rosie Casals Chris Evert           | Tracy Austin Betty Stöve    | 3:6, 6:4, 6:2 |
| 15.01.  | Avon Championships of Houston Houston, Vereinigte Staaten Avon Championships Circuit – 125.000 $ Teppich (Halle)       | Martina Navratilova                | Virginia Wade               | 6:3, 6:2      |
| 15.01.  | Avon Championships of Houston Houston, Vereinigte Staaten Avon Championships Circuit – 125.000 $ Teppich (Halle)       | Martina Navratilova Janet Newberry | Pam Shriver Betty Stöve     | 4:6, 6:4, 6:2 |
| 22.01.  | Avon Championships of Florida Hollywood, Vereinigte Staaten Avon Championships Circuit – 150.000 $ Hartplatz           | Greer Stevens                      | Dianne Fromholtz            | 6:4, 2:6, 6:4 |
| 22.01.  | Avon Championships of Florida Hollywood, Vereinigte Staaten Avon Championships Circuit – 150.000 $ Hartplatz           | Tracy Austin Betty Stöve           | Rosie Casals Wendy Turnbull | 6:2, 2:6, 6:2 |
| 29.01.  | Avon Championships of Chicago Chicago, Vereinigte Staaten Avon Championships Circuit – 200.000 $ Teppich (Halle)       | Martina Navratilova                | Tracy Austin                | 6:3, 6:4      |
| 29.01.  | Avon Championships of Chicago Chicago, Vereinigte Staaten Avon Championships Circuit – 200.000 $ Teppich (Halle)       | Rosie Casals Betty-Ann Stuart      | Ilana Kloss Greer Stevens   | 3:6, 7:5, 7:5 |

### Februar
| Datum 1 | Turnier | Siegerin                       | Finalgegnerin                  | Ergebnis      |
| ------- | --- | ------------------------------ | ------------------------------ | ------------- |
| 05.02.  | Avon Championships of Seattle Seattle, Vereinigte Staaten Avon Championships Circuit – 125.000 $ Teppich (Halle)         | Chris Evert                    | Renée Richards                 | 6:1, 3:6, 6:3 |
| 05.02.  | Avon Championships of Seattle Seattle, Vereinigte Staaten Avon Championships Circuit – 125.000 $ Teppich (Halle)         | Françoise Dürr Betty Stöve     | Sue Barker Ann Kiyomura        | 7:6, 4:6, 6:4 |
| 12.02.  | Avon Championships of Los Angeles Los Angeles, Vereinigte Staaten Avon Championships Circuit – 150.000 $ Teppich (Halle) | Chris Evert                    | Martina Navratilova            | 6:3, 6:4      |
| 12.02.  | Avon Championships of Los Angeles Los Angeles, Vereinigte Staaten Avon Championships Circuit – 150.000 $ Teppich (Halle) | Rosie Casals Chris Evert-Lloyd | Martina Navratilova Anne Smith | 6:4, 1:6, 6:3 |
| 19.02.  | Avon Championships of Detroit Detroit, Vereinigte Staaten Avon Championships Circuit – 150.000 $ Teppich (Halle)         | Wendy Turnbull                 | Virginia Ruzici                | 7:5, 1:6, 7:6 |
| 19.02.  | Avon Championships of Detroit Detroit, Vereinigte Staaten Avon Championships Circuit – 150.000 $ Teppich (Halle)         | Wendy Turnbull Betty Stöve     | Sue Barker Ann Kiyomura        | 6:4, 7:6      |
| 26.02.  | Avon Championships of Dallas Dallas, Vereinigte Staaten Avon Championships Circuit – 200.000 $ Teppich (Halle)           | Martina Navratilova            | Chris Evert                    | 6:4, 6:4      |
| 26.02.  | Avon Championships of Dallas Dallas, Vereinigte Staaten Avon Championships Circuit – 200.000 $ Teppich (Halle)           | Martina Navratilova Anne Smith | Chris Evert Rosie Casals       | 7:6, 6:2      |

### März
| Datum 1 | Turnier | Siegerin                      | Finalgegnerin                | Ergebnis      |
| ------- | --- | ----------------------------- | ---------------------------- | ------------- |
| 05.03.  | Avon Championships of Philadelphia Philadelphia, Vereinigte Staaten Avon Championships Circuit – 125.000 $ Hartplatz | Wendy Turnbull                | Virginia Wade                | 5:7, 6:3, 6:2 |
| 05.03.  | Avon Championships of Philadelphia Philadelphia, Vereinigte Staaten Avon Championships Circuit – 125.000 $ Hartplatz | Françoise Dürr Betty Stöve    | Renée Richards Virginia Wade | 6:4, 6:2      |
| 12.03.  | Avon Championships of Boston Boston, Vereinigte Staaten Avon Championships Circuit – 150.000 $ Hartplatz             | Dianne Fromholtz              | Sue Barker                   | 6:2, 7:6      |
| 12.03.  | Avon Championships of Boston Boston, Vereinigte Staaten Avon Championships Circuit – 150.000 $ Hartplatz             | Kerry Reid Wendy Turnbull     | Sue Barker Ann Kiyomura      | 6:4, 6:2      |
| 19.03.  | Virginia Slims Championships New York City, Vereinigte Staaten Masters – 275.000 $ Teppich (Halle)                   | Martina Navratilova           | Tracy Austin                 | 6:3, 3:6, 6:2 |
| 19.03.  | Virginia Slims Championships New York City, Vereinigte Staaten Masters – 275.000 $ Teppich (Halle)                   | Françoise Dürr Betty Stöve    | Sue Barker Ann Kiyomura      | 7:6, 7:6      |
| 24.03.  | WTA La Costa Classic Carlsbad, Vereinigte Staaten Non-Tour Event – 35.000 $                                          | Kerry Reid                    | Sue Barker                   | 7:6, 3:6, 6:2 |
| 24.03.  | WTA La Costa Classic Carlsbad, Vereinigte Staaten Non-Tour Event – 35.000 $                                          | Marcie Louie Regina Maršíková | Peanut Louie Marita Redondo  | 6:2, 2:6, 6:4 |
| 31.03.  | Clairol Crown Carlsbad, Vereinigte Staaten Non-Tour Event – 200.000 $                                                | Chris Evert                   | Dianne Fromholtz             | 3:6, 6:3, 6:1 |

### April
| Datum 1 | Turnier                                                                                | Siegerin                         | Finalgegnerin              | Ergebnis |
| ------- | -------------------------------------------------------------------------------------- | -------------------------------- | -------------------------- | -------- |
| 02.04.  | Bridgestone Doubles Tokio, Japan Colgate Series – 150.000 $ Teppich (Halle)            | Françoise Dürr Betty Stöve       | Sue Barker Ann Kiyomura    | 7:5, 7:6 |
| 09.04.  | Family Circle Cup Hilton Head, Vereinigte Staaten Colgate Series – 150.000 $ Sandplatz | Tracy Austin                     | Kerry Reid                 | 7:6, 7:6 |
| 09.04.  | Family Circle Cup Hilton Head, Vereinigte Staaten Colgate Series – 150.000 $ Sandplatz | Rosie Casals Martina Navratilova | Françoise Dürr Betty Stöve | 6:4, 7:5 |
| 30.04.  | Federation Cup Finale Madrid, Spanien Sandplatz                                        | Vereinigte Staaten               | Australien                 | 3:0      |

### Mai
| Datum 1 | Turnier | Siegerin                       | Finalgegnerin                | Ergebnis      |
| ------- | --- | ------------------------------ | ---------------------------- | ------------- |
| 07.05.  | Italian Open Rom, Italien Colgate Series – 100.000 $ Sandplatz                                                                                | Tracy Austin                   | Sylvia Hanika                | 6:4, 1:6, 6:3 |
| 07.05.  | Italian Open Rom, Italien Colgate Series – 100.000 $ Sandplatz                                                                                | Betty Stöve Wendy Turnbull     | Evonne Cawley Kerry Reid     | 6:3, 6:4      |
| 14.05.  | Bancroft Trophy Wien, Österreich Colgate Series – 75.000 $ Sandplatz                                                                          | Chris Evert-Lloyd              | Caroline Stoll               | 6:1, 6:1      |
| 14.05.  | Bancroft Trophy Wien, Österreich Colgate Series – 75.000 $ Sandplatz                                                                          | Marise Kruger Dianne Fromholtz | Ilana Kloss Betty-Ann Stuart | 3:6, 6:4, 6:1 |
| 21.05.  | Internationale Tennismeisterschaften von Deutschland der Damen Berlin (West), Bundesrepublik Deutschland Colgate Series – 100.000 $ Sandplatz | Caroline Stoll                 | Regina Maršíková             | 7:6, 6:0      |
| 21.05.  | Internationale Tennismeisterschaften von Deutschland der Damen Berlin (West), Bundesrepublik Deutschland Colgate Series – 100.000 $ Sandplatz | Rosie Casals Wendy Turnbull    | Evonne Cawley Kerry Reid     | 6:2, 7:5      |
| 28.05.  | French Open Paris, Frankreich Grand Slam – 150.000 $ Sandplatz                                                                                | Chris Evert-Lloyd              | Wendy Turnbull               | 6:2, 6:0      |
| 28.05.  | French Open Paris, Frankreich Grand Slam – 150.000 $ Sandplatz                                                                                | Betty Stöve Wendy Turnbull     | Françoise Dürr Virginia Wade | 3:6, 7:5, 6:4 |
| 28.05.  | French Open Paris, Frankreich Grand Slam – 150.000 $ Sandplatz                                                                                | Wendy Turnbull Bob Hewitt      | Virginia Ruzici Ion Țiriac   | 6:3, 2:6, 6:3 |

### Juni
| Datum 1 | Turnier                                                                            | Siegerin                                               | Finalgegnerin                        | Ergebnis        |
| ------- | ---------------------------------------------------------------------------------- | ------------------------------------------------------ | ------------------------------------ | --------------- |
| 04.06.  | Kentish Times Beckenham, Großbritannien Non-Tour Event Rasen                       | Evonne Cawley                                          | Pam Shriver                          | 6:3, 6:2        |
| 04.06.  | Kentish Times Beckenham, Großbritannien Non-Tour Event Rasen                       | Jo Durie Debbie Jevans vs Elizabeth Little Keryn Pratt |                                      | abgesagt        |
| 11.06.  | Crossley Carpets Trophy Chichester, Großbritannien Colgate Series – 75.000 $ Rasen | Evonne Cawley                                          | Sue Barker                           | 6:1, 6:4        |
| 11.06.  | Crossley Carpets Trophy Chichester, Großbritannien Colgate Series – 75.000 $ Rasen | Greer Stevens Wendy Turnbull                           | Billie Jean King Martina Navratilova | 6:3, 1:6, 7:5   |
| 18.06.  | Colgate International Eastbourne, Großbritannien Colgate Series – 100.000 $ Rasen  | Chris Evert-Lloyd                                      | Martina Navratilova                  | 7:5, 5:7, 13:11 |
| 18.06.  | Colgate International Eastbourne, Großbritannien Colgate Series – 100.000 $ Rasen  | Betty Stöve Wendy Turnbull                             | Ilana Kloss Betty-Ann Stuart         | 6:2, 6:2        |
| 25.06.  | Wimbledon Championships Wimbledon, Großbritannien Grand Slam – 250.000 $ Rasen     | Martina Navratilova                                    | Chris Evert-Lloyd                    | 6:4, 6:4        |
| 25.06.  | Wimbledon Championships Wimbledon, Großbritannien Grand Slam – 250.000 $ Rasen     | Billie Jean King Martina Navratilova                   | Betty Stöve Wendy Turnbull           | 5:7, 6:3, 6:2   |
| 25.06.  | Wimbledon Championships Wimbledon, Großbritannien Grand Slam – 250.000 $ Rasen     | Greer Stevens Bob Hewitt                               | Betty Stöve Frew McMillan            | 7:5, 7:6        |

### Juli
| Datum 1 | Turnier                                                                            | Siegerin                         | Finalgegnerin                 | Ergebnis      |
| ------- | ---------------------------------------------------------------------------------- | -------------------------------- | ----------------------------- | ------------- |
| 18.07.  | Austrian Open Kitzbühel, Österreich Colgate Series – 35.000 $ Sandplatz            | Hana Mandlíková                  | Sylvia Hanika                 | 2:6, 7:5, 6:3 |
| 18.07.  | Austrian Open Kitzbühel, Österreich Colgate Series – 35.000 $ Sandplatz            | Helen Anliot Diane Evers         | Virginia Ruzici Elly Appel    | 6:0, 6:4      |
| 30.08.  | Wells Fargo Open San Diego, Vereinigte Staaten Colgate Series – 75.000 $ Hartplatz | Tracy Austin                     | Martina Navratilova           | 6:4, 6:2      |
| 30.08.  | Wells Fargo Open San Diego, Vereinigte Staaten Colgate Series – 75.000 $ Hartplatz | Rosie Casals Martina Navratilova | Ann Kiyomura Betty-Ann Stuart | 3:6, 6:4, 6:2 |

### August
| Datum 1 | Turnier                                                                                             | Siegerin                   | Finalgegnerin                        | Ergebnis      |
| ------- | --------------------------------------------------------------------------------------------------- | -------------------------- | ------------------------------------ | ------------- |
| 06.08.  | U.S. Clay Court Championships Indianapolis, Vereinigte Staaten Colgate Series – 100.000 $ Sandplatz | Chris Evert-Lloyd          | Evonne Cawley                        | 6:4, 6:3      |
| 06.08.  | U.S. Clay Court Championships Indianapolis, Vereinigte Staaten Colgate Series – 100.000 $ Sandplatz | Kathy Jordan Anne Smith    | Penny Johnson Paula Smith            | 6:1, 6:0      |
| 13.08.  | Central Fidelity Banks Richmond, Vereinigte Staaten Colgate Series – 100.000 $ Teppich              | Martina Navratilova        | Kathy Jordan                         | 6:1, 6:3      |
| 13.08.  | Central Fidelity Banks Richmond, Vereinigte Staaten Colgate Series – 100.000 $ Teppich              | Betty Stöve Wendy Turnbull | Billie Jean King Martina Navratilova | 6:1, 6:4      |
| 13.08.  | Player’s Canadian Open Toronto, Kanada Colgate Series – 35.000 $ Hartplatz                          | Laura duPont               | Brigette Cuypers                     | 6:4, 6:7, 6:1 |
| 13.08.  | Player’s Canadian Open Toronto, Kanada Colgate Series – 35.000 $ Hartplatz                          | Lea Antonoplis Diane Evers | Chris O’Neil Mimi Wikstedt           | 2:6, 6:1, 6:3 |
| 20.08.  | Volvo Tennis Cup Mahwah, Vereinigte Staaten Colgate Series – 75.000 $ Hartplatz                     | Chris Evert-Lloyd          | Tracy Austin                         | 6:7, 6:4, 6:1 |
| 20.08.  | Volvo Tennis Cup Mahwah, Vereinigte Staaten Colgate Series – 75.000 $ Hartplatz                     | Tracy Austin Betty Stöve   | Mima Jaušovec Regina Maršíková       | 7:6, 2:6, 6:4 |
| 28.08.  | US Open Forest Hills, Vereinigte Staaten Grand Slam – 300.000 $ Hartplatz                           | Tracy Austin               | Chris Evert-Lloyd                    | 6:4, 6:3      |
| 28.08.  | US Open Forest Hills, Vereinigte Staaten Grand Slam – 300.000 $ Hartplatz                           | Betty Stöve Wendy Turnbull | Billie Jean King Martina Navratilova | 6:4, 6:3      |
| 28.08.  | US Open Forest Hills, Vereinigte Staaten Grand Slam – 300.000 $ Hartplatz                           | Greer Stevens Bob Hewitt   | Betty Stöve Frew McMillan            | 6:3, 7:5      |

### September
| Datum 1 | Turnier                                                                                          | Siegerin                   | Finalgegnerin               | Ergebnis |
| ------- | ------------------------------------------------------------------------------------------------ | -------------------------- | --------------------------- | -------- |
| 10.09.  | Greater Pittsburgh Open Pittsburgh, Vereinigte Staaten Colgate Series – 35.000 $ Teppich (Halle) | Sue Barker                 | Renée Richards              | 6:3, 6:1 |
| 10.09.  | Greater Pittsburgh Open Pittsburgh, Vereinigte Staaten Colgate Series – 35.000 $ Teppich (Halle) | Sue Barker Candy Reynolds  | Bunny Bruning Jane Stratton | 6:3, 6:2 |
| 10.09.  | Toray Sillook Open Tokio, Japan Colgate Series – 150.000 $ Hartplatz                             | Billie Jean King           | Evonne Cawley               | 6:4, 7:5 |
| 24.09.  | Davidson’s Classic Atlanta, Vereinigte Staaten Colgate Series – 100.000 $ Teppich (Halle)        | Martina Navratilova        | Wendy Turnbull              | 7:6, 6:4 |
| 24.09.  | Davidson’s Classic Atlanta, Vereinigte Staaten Colgate Series – 100.000 $ Teppich (Halle)        | Wendy Turnbull Betty Stöve | Ann Kiyomura Anne Smith     | 6:2, 6:4 |

### Oktober
| Datum 1 | Turnier                                                                                 | Siegerin                             | Finalgegnerin                  | Ergebnis      |
| ------- | --------------------------------------------------------------------------------------- | ------------------------------------ | ------------------------------ | ------------- |
| 01.10.  | U.S. Indoors Minneapolis, Vereinigte Staaten Colgate Series – 100.000 $ Teppich (Halle) | Evonne Cawley                        | Dianne Fromholtz               | 6:3, 6:4      |
| 01.10.  | U.S. Indoors Minneapolis, Vereinigte Staaten Colgate Series – 100.000 $ Teppich (Halle) | Billie Jean King Martina Navratilova | Betty Stöve Wendy Turnbull     | 6:4, 7:6      |
| 08.10.  | Thunderbird Classic Phoenix, Vereinigte Staaten Colgate Series – 100.000 $ Hartplatz    | Martina Navratilova                  | Chris Evert-Lloyd              | 6:1, 6:3      |
| 08.10.  | Thunderbird Classic Phoenix, Vereinigte Staaten Colgate Series – 100.000 $ Hartplatz    | Betty Stöve Wendy Turnbull           | Rosie Casals Chris Evert-Lloyd | 6:4, 7:6      |
| 15.10.  | Borden Classic Kyōto, Japan Colgate Series – 35.000 $                                   | Betsy Nagelsen                       | Naoko Satō                     | 6:3, 6:4      |
| 15.10.  | Borden Classic Kyōto, Japan Colgate Series – 35.000 $                                   | Yu Liqiao Chen Chuan                 | Sue Saliba Mary Sawyer         | 7:6, 3:6, 7:5 |
| 22.10.  | Hit Union Japan Open Tokio, Japan Colgate Series – 35.000 $ Teppich (Halle)             | Betsy Nagelsen                       | Naoko Satō                     | 6:1, 3:6, 6:3 |
| 22.10.  | Hit Union Japan Open Tokio, Japan Colgate Series – 35.000 $ Teppich (Halle)             | Betsy Nagelsen Penny Johnson         | Yu Liqiao Chen Chuan           | 3:6, 6:4, 7:6 |
| 22.10.  | Florida Federal Open Tampa, Vereinigte Staaten Colgate Series – 100.000 $ Hartplatz     | Evonne Cawley                        | Virginia Wade                  | 6:0, 6:3      |
| 22.10.  | Florida Federal Open Tampa, Vereinigte Staaten Colgate Series – 100.000 $ Hartplatz     | Anne Smith Virginia Ruzici           | Ilana Kloss Betty-Ann Stuart   | 7:5, 4:6, 7:5 |
| 29.10.  | Stockholm Open Stockholm, Schweden Colgate Series – 35.000 $ Teppich (Halle)            | Billie Jean King                     | Betty Stöve                    | 6:3, 6:7, 7:5 |
| 29.10.  | Stockholm Open Stockholm, Schweden Colgate Series – 35.000 $ Teppich (Halle)            | Wendy Turnbull Betty Stöve           | Billie Jean King Ilana Kloss   | 7:5, 7:6      |

### November
| Datum 1 | Turnier                                                                                               | Siegerin                             | Finalgegnerin               | Ergebnis |
| ------- | --- | ------------------------------------ | --------------------------- | -------- |
| 05.11.  | Porsche Grand Prix Filderstadt, Bundesrepublik Deutschland Colgate Series – 100.000 $ Teppich (Halle) | Tracy Austin                         | Martina Navratilova         | 6:2, 6:0 |
| 05.11.  | Porsche Grand Prix Filderstadt, Bundesrepublik Deutschland Colgate Series – 100.000 $ Teppich (Halle) | Billie Jean King Martina Navratilova | Betty Stöve Wendy Turnbull  | 6:3, 6:3 |
| 19.11.  | Daihatsu Challenge Brighton, Großbritannien Colgate Series – 100.000 $ Teppich (Halle)                | Martina Navratilova                  | Chris Evert-Lloyd           | 6:3, 6:3 |
| 19.11.  | Daihatsu Challenge Brighton, Großbritannien Colgate Series – 100.000 $ Teppich (Halle)                | Ann Kiyomura Anne Smith              | Ilana Kloss Laura duPont    | 6:2, 6:1 |
| 26.11.  | Toyota Classic Melbourne, Australien Colgate Series – 100.000 $ Rasen                                 | Hana Mandlíková                      | Wendy Turnbull              | 6:3, 6:2 |
| 26.11.  | Toyota Classic Melbourne, Australien Colgate Series – 100.000 $ Rasen                                 | Wendy Turnbull Billie Jean King      | Anne Smith Dianne Fromholtz | 6:3, 6:3 |

### Dezember
| Datum 1 | Turnier                                                                       | Siegerin                        | Finalgegnerin                   | Ergebnis      |
| ------- | ----------------------------------------------------------------------------- | ------------------------------- | ------------------------------- | ------------- |
| 03.12.  | Building Society NSW Open Sydney, Australien Colgate Series – 100.000 $ Rasen | Sue Barker                      | Rosalyn Fairbank                | 6:0, 7:5      |
| 03.12.  | Building Society NSW Open Sydney, Australien Colgate Series – 100.000 $ Rasen | Wendy Turnbull Billie Jean King | Pam Shriver Sue Barker          | 7:5, 6:4      |
| 10.12.  | Berri Fruit Juices Adelaide, Australien Colgate Series – 50.000 $ Rasen       | Hana Mandlíková                 | Virginia Ruzici                 | 7:5, 2:2      |
| 10.12.  | Berri Fruit Juices Adelaide, Australien Colgate Series – 50.000 $ Rasen       | Hana Mandlíková Virginia Ruzici | Sue Barker Pam Shriver          | 6:1, 3:6, 6:2 |
| 10.12.  | Emeron Cup Tokio, Japan Non-Tour Event – 200.000 $ Hartplatz                  | Tracy Austin                    | Martina Navratilova             | 6:2, 6:1      |
| 17.12.  | Nabisco NSW Sydney, Australien Colgate Series – 50.000 $ Rasen                | Hana Mandlíková                 | Bettina Bunge                   | 6:3, 3:6, 6:3 |
| 17.12.  | Nabisco NSW Sydney, Australien Colgate Series – 50.000 $ Rasen                | Diane Desfor Barbara Hallquist  | Barbara Jordan Kym Ruddell      | 4:6, 6:2, 6:2 |
| 24.12.  | Australian Open Melbourne, Australien Grand Slam – 50.000 $ Rasen             | Barbara Jordan                  | Sharon Walsh                    | 6:3, 6:3      |
| 24.12.  | Australian Open Melbourne, Australien Grand Slam – 50.000 $ Rasen             | Judy Chaloner Diane Evers       | Leanne Harrison Marcella Mesker | 6:2, 1:6, 6:0 |